# 53 Armia (ZSRR)

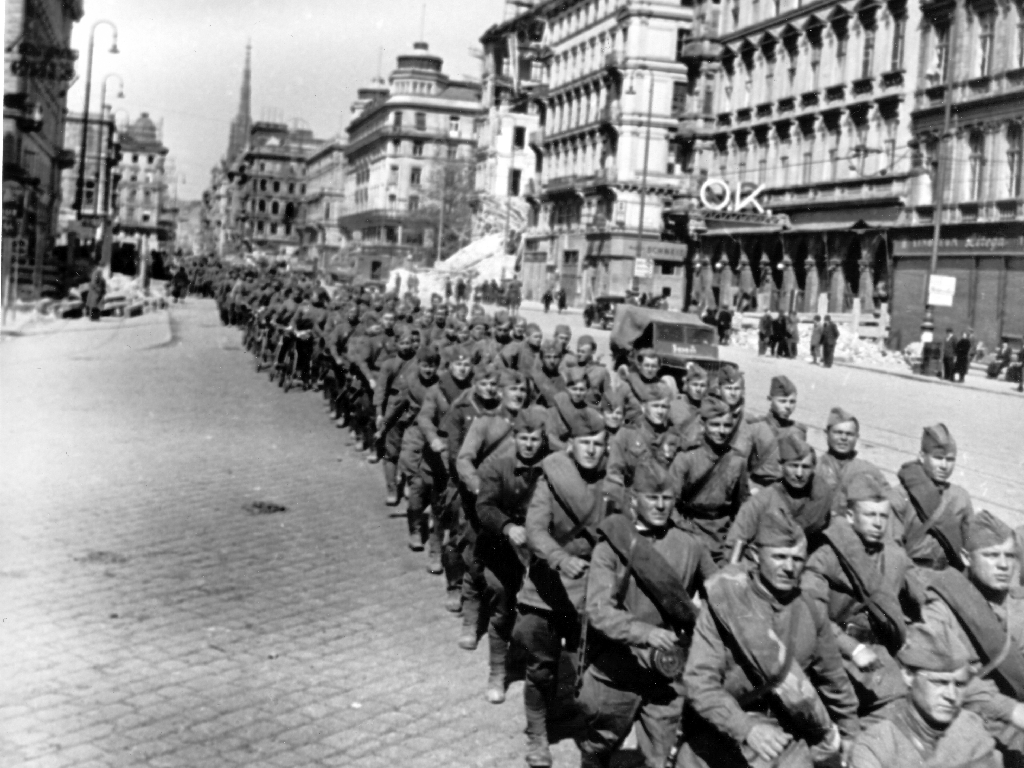
Żołnierze Armii Czerwonej w zdobytym Wiedniu, wśród nich byli też żołnierze służący w 53 Armii

53 Armia (ros. 53-я армия) – związek operacyjny Armii Czerwonej w czasie II wojny światowej.
Po raz pierwszy została sformowana w sierpniu 1941 w Środkowoazjatyckim Okręgu Wojskowym. Wykonywała zadania związane z zabezpieczeniem południowo-wschodniej granicy ZSRR oraz przygotowaniem jednostek i związków przed wysłaniem na front. 
W grudniu 1941 została rozwiązana.
Po raz drugi została sformowana w kwietniu 1942 na Froncie Północno-Zachodnim na bazie południowej grupy wojsk 34 Armii. Armia objęła 22 Gwardyjską, 23, 130, 166, 235, 241, 250 i 375 Dywizje Strzeleckie, kilka brygad piechoty i piechoty górskiej (ściśle: narciarskiej), szereg jednostek artylerii, saperskich i innych.
W 1943 brała udział w operacji diemiańskiej, następnie dowództwo armii zostało przeniesione do rezerwy Naczelnego Dowództwa, 10 kwietnia 1943 na Front Rezerwowy (od 15 kwietnia – Stepowy Okręg Wojskowy, od 9 lipca – Front Stepowy). 
1 lipca 1943 armia obejmowała 28 Gwardyjską, 84, 116, 214, 233, 252, 299 Dywizje Strzeleckie, 2 pułki pancerne, szereg jednostek artylerii, saperskich i innych. Brała udział w bitwie pod Kurskiem i bitwie o Dniepr, następnie w ramach 2 Frontu Ukraińskiego w operacjach kirowogradzkiej, korsuńsko-szewczeńskiej, umańsko-botoszańskiej, jasko-kiszyniowskiej, debreczyńskiej, budapeszteńskiej, bratysławsko-brnowskiej i praskiej. 
Następnie jako armia ogólnowojskowa będąc w składzie Frontu Zabajkalskiego uczestniczyła w działaniach bojowych przeciw japońskiej Armii Kwantuńskiej.

## Dowódcy 53 Armii
- Aleksandr Ksienofontow (kwiecień – październik 1942), generał major;
- Giennadij Korotkow (październik 1942 – styczeń 1943), generał major;
- Jewgienij Żurawlow (styczeń – marzec 1943), generał major;
- Iwan Managarow (marzec – grudzień 1943 i marzec 1944 do końca wojny), generał porucznik, od końca maja generał pułkownik;
- Gierman Tarasow (grudzień 1943 – styczeń 1944), generał major;
- Iwan Gałanin (styczeń – luty 1944) – gwardii generał porucznik[2].